# Női 400 méteres síkfutás a 2015. évi nyári európai ifjúsági olimpiai fesztiválon
A 2015. évi nyári európai ifjúsági olimpiai fesztiválon az atlétikai versenyszámokat Tbilisziben rendezték. A női 400 méteres síkfutás selejtezőit július 29.-én, a döntőt pedig július 31.-én rendezték.

## Rekordok
A versenyt megelőzően a következő rekordok voltak érvényben:
| Ifjúsági világrekord | Jing Li (Kína)               | 50.01 |
| EYOF rekord          | Nedelecu Magdalena (Románia) | 52.97 |

## Selejtező
Minden selejtezőcsoport első 2 helyezettje (Q) illetve a további legjobb 2 időeredménnyel (q) rendelkező sportoló jutott tovább a döntőbe. Minden nemzet egyetlen sportolóval képviselhette magát.
| H  | Csoport | Név                               | Nemzet        | E       | Mj   |
| -- | ------- | --------------------------------- | ------------- | ------- | ---- |
| 1  | 3       | Karoline Daland                   | Norvégia      | 55.18   | Q    |
| 2  | 3       | Miklós Andrea                     | Románia       | 55.19   | Q    |
| 3  | 1       | Patricija Karlina Roshofa         | Lettország    | 55.46   | Q    |
| 4  | 2       | Yasmin Giger                      | Svájc         | 56.01   | Q    |
| 5  | 1       | Thórdís Eva Steinsdóttir          | Izland        | 56.31   | Q    |
| 6  | 3       | Katarina Sekulić                  | Szerbia       | 56.56   | q    |
| 7  | 1       | Anastasiya Nikitina               | Oroszország   | 56.57   | q PB |
| 8  | 1       | Renkó Evelin Julianna             | Magyarország  | 56.69   |      |
| 9  | 3       | Aleksandra Niiranen               | Finnország    | 57.00   |      |
| 10 | 2       | Yevheniya Mucharova               | Ukrajna       | 57.27   | Q    |
| 11 | 1       | Sara Di Benedetti                 | Olaszország   | 57.41   |      |
| 12 | 3       | Femke Bol                         | Hollandia     | 57.41   |      |
| 13 | 2       | Fatoumata Binta Diallo            | Portugália    | 57.54   | PB   |
| 14 | 2       | Andrea Serrano Pontes             | Spanyolország | 57.74   |      |
| 15 | 3       | Gabriele Gajanová                 | Szlovákia     | 57.91   |      |
| 16 | 2       | Deimantė Bedalyté                 | Litvánia      | 58.26   |      |
| 17 | 2       | Justine Marie Genevieve Dejemeppe | Belgium       | 58.27   |      |
| 18 | 1       | Pavlina Stoyanova                 | Bulgária      | 58.65   |      |
| 19 | 3       | Maria Myrta Argyrou               | Görögország   | 58.83   |      |
| 20 | 1       | Lirije Peci                       | Koszovó       | 1:03.02 |      |

## Döntő
| H     | Név                       | Nemzet      | E     | Mj |
| ----- | ------------------------- | ----------- | ----- | -- |
| Arany | Miklós Andrea             | Románia     | 53.68 | PB |
| Ezüst | Yasmin Giger              | Svájc       | 55.02 | PB |
| Bronz | Katarina Sekulić          | Szerbia     | 55.09 |    |
| 4     | Patricija Karlina Roshofa | Lettország  | 55.40 |    |
| 5     | Thórdís Eva Steinsdóttir  | Izland      | 56.24 |    |
| 6     | Anastasiya Nikitina       | Oroszország | 57.09 |    |
| 7     | Yevheniya Mucharova       | Ukrajna     | 57.33 |    |
| -     | Karoline Daland           | Norvégia    | -     | DQ |